# Le Breuil-Bernard
Le Breuil-Bernard är en kommun i departementet Deux-Sèvres i regionen Nouvelle-Aquitaine i västra Frankrike. Kommunen ligger i kantonen Moncoutant som tillhör arrondissementet Parthenay. År 2018 hade Le Breuil-Bernard 535 invånare.

## Befolkningsutveckling
Antalet invånare i kommunen Le Breuil-Bernard
| Referens: INSEE |